# Ísafjarðarbær
Ísafjarðarbær è un comune islandese della regione di Vestfirðir. In questo comune si trova anche la famosa cittadina di Ísafjörður.

## Amministrazione

### Gemellaggi
- Linköping